# Lampertsloch
Lampertsloch es una localidad y  comuna francesa, situada en el  departamento de Bajo Rin, en la región de  Alsacia.
La comuna está ubicada en los límites del  Parque natural regional de los Vosgos del Norte. 

## Demografía
| 657 | 675 | 703 | 701 | 680 | 644 |
| Para los censos de 1962 a 1999 la población legal corresponde a la población sin duplicidades (Fuente: INSEE [Consultar]) |     |     |     |     |     |